# Missing Andy
Missing Andy ist eine fünfköpfige britische Band. Bekannt wurde sie durch ihre Teilnahme an der ersten Staffel der Talentshow Must Be the Music des privaten Fernsehsenders Sky1.

## Mitglieder
Rob, Alex, Steve, Elliot, John

## Bandgeschichte
Die Band trat vor ihrer Teilnahme an der Show neben den Pigeon Detectives und The Wombats beim Festival South by Southwest in Austin (Texas) auf.